# 香川大学教育学部附属幼稚園
香川大学教育学部附属幼稚園（かがわだいがくきょういくがくぶふぞくようちえん）は、香川県坂出市にある国立幼稚園。

## 沿革
- 1934年（昭和8年）4月　香川県女子師範学校に附属幼稚園を併設
- 1944年（昭和9年）4月　現在の位置に移転、園舎独立
- 1949年（昭和24年）5月　香川大学香川師範学校附属幼稚園と改称
- 1951年（昭和26年）4月　香川大学学芸学部附属幼稚園と改称
- 1966年（昭和41年）4月　香川大学教育学部附属幼稚園と改称
- 2004年（平成16年）4月　国立大学法人化

## 所在地
- 香川県坂出市文京町1丁目9番4号